# Radu, o Belo
Radu (em romeno Radu cel Frumos, "Radu o Belo"; 1435-1475) foi voivoda da Valáquia mas destronado e reposto por várias vezes, sendo seu reinado mais duradouro de 1462 a 1473, contando sempre com apoio otomano principalmente contra seu meio irmão Vlad. A relação de ambos, assim como a suposta homossexualidade de Radu, foi relatada por Laônico Calcondilas.
Foi tema de uma tragédia publicada pelo romeno Gheorghe Bengescu em 1895.